# Tarakanowa et Catherine II
Tarakanowa et Catherine II è un cortometraggio del 1909 diretto da Albert Capellani.
Conosciuto anche come: La princesse Tarakanowa et Catherine II

## Trama
La principessa Tarakanova, contendente al trono imperiale russo e rivale di Caterina II.